# Kreis Champvent
| Kreis Champvent           | Kreis Champvent    |
| Basisdaten                | Basisdaten         |
| ------------------------- | ------------------ |
| Staat:                    | Schweiz            |
| Kanton:                   | Waadt (VD)         |
| Bezirk:                   | Yverdon            |
| Hauptort:                 | Champvent          |
| Fläche:                   | 37,61 km²          |
| Einwohner:                | 4'785 (31.12.2023) |
| Bevölkerungsdichte:       | 127 Einw. pro km²  |
| Aufgehoben am:            | 31. Dezember 2006  |
| Karte                     |                    |
| Karte von Kreis Champvent |                    |

Der Kreis Champvent (französisch Cercle de Champvent) war bis zum 31. August 2006 eine Verwaltungseinheit des Bezirks Yverdon im Kanton Waadt in der Schweiz. Sitz des Kreisamtes war Champvent.
Der Kreis umfasste elf Gemeinden und war 37,61 km² gross. Die Gemeinden des ehemaligen Kreises zählten Ende 2023 4'785 Einwohner.
| Wappen                 | Name der Gemeinde      | Einwohner (31. Dezember 2023) | Fläche in km² | Einw. pro km² |
| ---------------------- | ---------------------- | ----------------------------- | ------------- | ------------- |
| Chamblon               | Chamblon               | 561                           | 2,86          | 196           |
| Champvent              | Champvent              | 518                           | 6,88          | 75            |
| Essert-sous-Champvent  | Essert-sous-Champvent  | 154                           | 1,23          | 125           |
| Mathod                 | Mathod                 | 710                           | 6,59          | 108           |
| Montagny-près-Yverdon  | Montagny-près-Yverdon  | 775                           | 3,52          | 220           |
| Orges                  | Orges                  | 416                           | 4,02          | 103           |
| Suscévaz               | Suscévaz               | 217                           | 4,16          | 52            |
| Treycovagnes           | Treycovagnes           | 522                           | 2,08          | 251           |
| Valeyres-sous-Montagny | Valeyres-sous-Montagny | 703                           | 2,28          | 308           |
| Villars-sous-Champvent | Villars-sous-Champvent | 58                            | 0,92          | 63            |
| Vugelles-La Mothe      | Vugelles-La Mothe      | 151                           | 3,07          | 49            |
| Total (11)             | Total (11)             | 4'785                         | 37,61         | 127           |